# Leonhard Joseph von Lamberts zu Cortenbach
Leonhard Joseph von Lamberts zu Cortenbach, mit vollem Namen Leonhard Joseph Franz Hieronimus Freiherr von Lamberts zu Cortenbach (* 1686; † 18. Januar 1764 in Aachen), war Schöffe und Bürgermeister der Reichsstadt Aachen.

## Leben
Leonhard Joseph von Lamberts zu Cortenbach wurde im Sommer 1686 geboren und erhielt zunächst die Nottaufe. Am 4. August 1686 wurde er dann in St. Foillan in Aachen sub conditione auf den Namen Leonhard Joseph Franz Hieronimus getauft. Sein Vater Hermann Lamberts († 1700) hatte das Gut Cortenbach in Voerendaal erworben und war am 20. Mai 1686 von Kaiser Leopold I. in den Freiherrenstand erhoben worden. Seine Mutter war Lutgardis Nütten († vor 1699). Die Eltern wohnten in dem Haus zum Horn in der Jakobstraße.
Nach dem Tod seines Vaters ging Leonhard Joseph 1700 nach Paris, wo er an der Akademie auf den Militärdienst vorbereitete und schließlich in das Militär eintrat. Er wurde Hauptmann in einem Dragonerregiment des Herzogs von Schleswig-Holstein-Gottorf.
Am 17. März 1708 heiratete er die Anna Emerenliana Josephe Baronin de Surlet († 1714). Aus dieser Ehe gingen sechs Kinder hervor, von denen zwei früh verstorben sind. Am 13. März 1716 heiratete er die Marie Georgine Maximilienne Gräfin von Aspremont-Lynden. Aus dieser Ehe gingen achtzehn Kinder hervor, von denen zwölf das Kindesalter überlebten.
1716 wurde Leonhard Joseph von Lamberts zu Cortenbach gemeinsam mit Franz von Fürth zum Schöffen gewählt, am 9. September dieses Jahres wurden sie vereidigt. In demselben Jahr traten sie der Sternzunft bei, der Standesvertretung der Aachener Schöffen. Bereits 1717 wurde Leonhard Joseph von Lamberts zu Cortenbach zum Schöffenbürgermeister gewählt. Zwei weitere Amtszeiten folgten 1719 und 1721. Danach war er noch 21-mal im Großen Rat und dreimal im Kleinen Rat der Stadt vertreten.
Auf Cortenbachs Antrag hin wurde zwischen 1713 und 1740 das von ihm angemietete alte Stadtpalais in der Kleinkölnstraße 18 in Aachen in zwei Bauabschnitten von dem Barockbaumeister Laurenz Mefferdatis kernsaniert. Der Neubau diente daraufhin als Vorbild für weitere innerstädtische Stadtvillen wohlhabender Kaufleute und Adelsfamilien. Ab 1768 wurde das Anwesen unter der Bezeichnung Londoner Hof als repräsentatives Gasthaus umfunktioniert und war später unter anderem Sitz der Präfektur des Département de la Roer.
Leonhard Joseph von Lamberts zu Cortenbach starb am 18. Januar 1764 in Aachen und wurde am 21. Januar in der Nikolauskirche beigesetzt.